# Arnarissoq Jakobsen
Arnarissoq Jakobsen (* 1974) ist eine ehemalige grönländische Handballspielerin.

## Leben und Karriere
Arnarissoq Jakobsen stand bei der Handball-Weltmeisterschaft 2001 im Kader der grönländischen Nationalmannschaft, die sich zum ersten und bislang einzigen Mal in der Geschichte für dieses Turnier qualifizieren konnte und dabei unter 24 teilnehmenden Mannschaften den letzten Platz belegte. Sie debütierte bereits am 30. März 1999 bei der 8:15-Niederlage gegen Uruguay für die Nationalmannschaft – im zweiten Länderspiel der Grönländerinnen überhaupt – und bestritt insgesamt zehn Länderspiele, in denen sie vier Treffer erzielte. Auf Vereinsebene spielte Jakobsen zunächst für NÛK, später für GSS Nuuk.